# Sergio Aladio
Sergio Aladio es un líder sindical y activista argentino. Es el actual secretario general del Sindicato de Camioneros de Santa Fe.

## Primeros años
Nacido en Bernal, Argentina, un suburbio de Buenos Aires, Aladio se trasladó a Santa Fe a la edad de 14 años y comenzó a trabajar en la industria del transporte de carga a los 17 años como asistente de camioneros, un rol coloquialmente conocido como "buhito", luego manejando un camión volquete semirremolque y, posteriormente, conduciendo un camión cisterna de chasis y remolque que transportaba asfalto a alta temperatura. En 1989 se incorporó a la empresa que hasta el día de hoy es su empleador, donde conducía camiones de carga general, chasis y remolque, así como semirremolques con transporte nacional e internacional.

## Carrera
La carrera de Aladio progresó desde una posición de nivel inicial hasta delegado sindical, y luego se convirtió en miembro del Sindicato de Camioneros de Santa Fe durante el liderazgo de Marcelo Dainotto.
En 2016, a pesar de la oposición de facciones dentro del sindicato, Aladio fue elegido como su líder. Posteriormente, lideró al sindicato para desafiliarse de la federación nacional, afirmando su autonomía. Esta decisión se produjo en medio de un contexto más amplio de disputas políticas y laborales, incluidos los intentos de Hugo Moyano de establecer un sindicato rival en Santa Fe en 2019.
En 2020, Aladio fue reelegido como líder del Sindicato de Camioneros de Santa Fe.
Aladio es conocido por iniciar una propuesta para enmendar el Acuerdo 40/89, que rige el transporte de carga automotor, con la introducción de un fondo de indemnización específicamente para los camioneros de Santa Fe. El fondo sería sostenido por una contribución mensual del 3 por ciento de los empleadores, destinado a acumular intereses y ayudar a financiar los pagos de indemnización.

## Controversia
Aladio también se ha visto envuelto en una serie de controversias por hechos de violencia que han visto empañados su proceder como dirigente sindical.
En el año 2014, mientras se realizaba una Asamblea en el predio de Camioneros de la localidad de Pérez, fue asesinado Nicolás Savani, afiliado al gremio, por el que son juzgados seis miembros del sindicato 
También el gremio del cual es responsable se ha visto involucrado en una causa contra la empresa Razzini por bloqueos y amenazas, por la que han sido imputados cuatro miembros. Y por las balaceras en la empresa La Virginia en el año 2022. También se adjudica al gremio de Camioneros otros hechos de vandalismo como una protesta que terminó con 24 toneladas de basura arrojadas al espacio público de la ciudad de Rosario en el año 2017.